# Ланцо Торинезе
Ла̀нцо Торинѐзе (на италиански: Lanzo Torinese; на пиемонтски: Lans, Ланс) е градче и община в Метрополен град Торино, регион Пиемонт, Северна Италия. Разположено е на 525 m надморска височина. Към 1 януари 2020 г. населението на общината е 4986 души, от които 398 са чужди граждани.